# Cosmotoma
Cosmotoma es un género de escarabajos longicornios de la tribu Acanthocinini.

## Especies
- Cosmotoma adjuncta (Thomson, 1860)
- Cosmotoma fasciata Fisher, 1931
- Cosmotoma melzeri Gilmour, 1955
- Cosmotoma nigra Gilmour, 1955
- Cosmotoma olivacea Gilmour, 1955
- Cosmotoma pallida Gilmour, 1955
- Cosmotoma sertifer (Audinet-Serville, 1835)
- Cosmotoma suturalis Gilmour, 1955
- Cosmotoma triangularis Gilmour, 1955
- Cosmotoma viridana Lacordaire, 1872
- Cosmotoma zikani Melzer, 1927